# Spathula neara
Spathula neara är en plattmaskart som beskrevs av Ball 1977. Spathula neara ingår i släktet Spathula och familjen Dugesiidae. Inga underarter finns listade i Catalogue of Life.